# Supervision
Supervision er en faglig lærings- og udviklingsmetode der skal understøtte faglig udvikling og øge kvaliteten i den praktiske professionsudøvelse. Supervision som metode bruges som faglig udviklingsmetode blandt psykologer og psykoterapeuter samt øvrige professioner, der arbejder med mennesker, f.eks. socialrådgivere, pædagoger, sygeplejersker, læger osv.

## Definition
Ordet ‘supervision’ betyder at “se over” og handler om at føre tilsyn eller opsyn. Supervision udøves af en supervisor, som har særlig erfaring med det faglige område eller med supervisionsmetode.
Modtagerne af supervision kaldes supervisander. Supervision kan gives til enkeltpersoner eller til mindre grupper. Supervisionen foregår i en tidsmæssigt afgrænset ramme. Supervision har særligt fokus på de mennesker, der skal have gavn af professionens faglige arbejde.

## Områder

### Psykoterapi og klinisk supervision
Inden for psykoterapi og klinisk psykologi er supervision tilsyn på klientarbejde. Supervision er både vigtigt for at sikre den faglige kvalitet og psykoterapeutens eller psykologens velbefindende. Der indgår ofte supervision i uddannelser som psykoterapeut eller i autorisation som psykolog. Der findes flere tilgange til supervision, som for eksempel psykoanalytisk eller eksistentiel supervision.

### Pædagogik og uddannelse
Der bruges sommetider supervision til at sikre den faglige udvikling blandt lærere og pædagoger. Det kan for eksempel foregå som kollegial supervision. Inden for uddannelsessystemet kaldes supervision sommetider vejledning, så den engelske betegnelse academic supervisor for eksempel oversættes til speciale- eller PhD-vejleder. 

### Organisation og erhvervsliv
Inden for organisation og erhvervsliv er supervision lig med tilsyn med medarbejdere. Supervision i organisationer har en vigtig betydning for læring. Den person, der udøver supervisionen, kan have en formel titel som sådan, være uden titel eller være en leder, der tager sig af supervision.

### Sundhed
Supervision anvendes ofte blandt læger og sygeplejersker i sundhedssektoren. Det er ikke mindst almindeligt, at praktiserende læger gør brug af supervision i deres arbejde.

### Socialt arbejde
Supervision inden for socialt arbejde som fx. socialrådgivning er en struktureret professionel praksis, hvor socialarbejdere får støtte, vejledning og refleksion omkring deres arbejde fra en erfaren og kvalificeret supervisor. Formålet med supervision er at forbedre socialarbejderens faglige kompetencer, fremme refleksion over praksis, og sikre kvaliteten af de sociale tjenester, der leveres.